# Richie Malone
Richie Malone (Dublino, 18 marzo 1986) è un chitarrista irlandese, dal 2016 componente della rock band inglese Status Quo.

## Biografia
Grande fan degli Status Quo fin da ragazzo, coltivò lo studio della chitarra elettrica imitando in particolare lo stile di Rick Parfitt, storico chitarrista ritmico degli Status Quo.
Fondò anche una sua band, i RAID, di cui per molti anni fu il frontman. Ebbe modo di coniugare la sua passione per la musica con gli studi riuscendo a conseguire la laurea in ingegneria e mettendo su famiglia (si sposò ed ebbe tre figlie), ma il corso delle sue aspirazioni cambiò nell'estate del 2016 quando, a causa di un violento infarto, Parfitt fu costretto a ritirarsi dall'attività concertistica, obbligando gli Status Quo ad assumere in sua sostituzione un altro chitarrista.
La scelta cadde proprio su Malone con l'avallo dello stesso Parfitt che gli dispensò numerosi consigli e suggerimenti sia sul modo di esaltare il sound della chitarra ritmica, che in merito alla presenza scenica sul palco.
Dopo la morte di Parfitt nel dicembre 2016, Malone divenne a tutti gli effetti membro ufficiale degli Status Quo.

## Lo stile
Malone ha sempre riconosciuto di avere subìto una vitale influenza musicale da Rick Parfitt, storica chitarra ritmica degli Status Quo, che si esercitava ad imitare fin da piccolissimo nel modo di cantare, di suonare e perfino nel look, pur provando, negli ultimi anni, ad allontanarsi dal modello iniziale per sviluppare uno stile più intimo e personale.